# Anna Sjorina
Anna Vladimirovna Sjorina (ryska: Анна Владимировна Шорина), född den 26 augusti 1982 i Moskva i Ryska SFSR i Sovjetunionen (nu Ryssland), är en rysk konstsimmare.
Hon tog OS-guld i lagtävlingen i konstsim i samband med de olympiska konstsimstävlingarna 2004 i Aten.
Hon tog OS-guld igen i samma gren i samband med de olympiska konstsimstävlingarna 2008 i Peking.